# Пелымская волость
Пелы́мская волость — административно-территориальная единица в составе Туринского уезда Тобольской губернии Российской империи.
В 1816 году в состав Пелымской волости входили следующие населённые пункты: Подгорная Болина, Исаева, Панова, Воргинская, Федорина, Корнилова, Гагарина, Вагильская, Фетисова, Усть-Вагильская, Коркунова, Кошмачская, Рублёва, Зыкова, Болтышева, Ситихина, село Троицкое, Вахрушева, Куренева, Казанцева, Гаринская, Вискунова, Носова, Лопаткова (Постаткова), Зуева, Пантелеева, Дворникова, Каргаева, Кузнецова, Лушникова.